# Bremervörde
Bremervörde (dolnoniem. Bremervöör) − miasto w Niemczech, w kraju związkowym Dolna Saksonia, w powiecie Rotenburg (Wümme). W 2008 r. liczyło 18 939 mieszkańców.

## Współpraca
- Barth, Meklemburgia-Pomorze Przednie
- Krosno Odrzańskie, Polska